# Thomas Cool
Thomas Cool (Sneek, 25 december 1851 - Bussum, 16 mei 1904) was een Nederlandse kunstschilder afkomstig uit Friesland die veelal Impressionistische tekeningen en schilderijen maakte, geïnspireerd op licht en ruimte met vooral onderwerpen die veelal landschappen en oude klassieke gebouwen van Rome uitbeelden.

## Jeugd en opleiding
Thomas Cool werd geboren in Sneek waar zijn vader een marmerbedrijf had die gespecialiseerd was in het maken van schoorsteenmantels en grafmonumenten. Zijn moeder overleed toen hij nog geen twee jaar oud was, zijn vader hertrouwde later twee keer.
Op jonge leeftijd kon hij al goed tekenen en hij werd op 18 jarige leeftijd naar de Academie voor Hoge Kunsten gestuurd in Antwerpen, om hierin verder geschoold te worden. Daar raakte hij bevriend met de kunstenaar Frederik Nachtweh.
Daarna ging hij naar Den Haag om een akte te halen voor middelbaar tekenen en boetseren, om zodoende les te kunnen geven. 
Hoewel hij daarna les is gaan geven bij een HBS, koos hij alsnog voor het kunstenaarschap.
In 1876 ging hij toch bij zijn vader in het marmerwerk werken, waar hij zich toelegde op ontwerpen en tekenen van de opdrachten.

## Ondernemerschap
Nadat hij voor zijn vader in het marmerbedrijf ging werken werd hij in 1886 filiaalleider in de vestiging van het bedrijf in Rotterdam. Het bedrijf had 6 vestigingen verspreid over heel Nederland met de werkplaats in Sneek. Tijdens deze baan bleef hij echter doorgaan met het uitoefenen van zijn kunsten en ging hij marmer bestuderen, wat gebruikt werd in het oude Rome en raakte hij steeds meer gefacineerd door de Romeinse cultuur.

## Huwelijk
In 1883 leerde Thomas zijn aanstaande vrouw kennen, Berber Geradina Kijlstra. In datzelfde jaar trouwden zij en kregen uiteindelijk 4 kinderen, waarvan een op jonge leeftijd overleed. De oudste dochter Geradina die slechts 27 jaar oud werd tekende en schilderde ook. In 1892 besloot hij echter te kiezen voor de kunst alleen en vertelde hij aan zijn vader verder af te zien van een carrière binnen het bedrijf. Datzelfde jaar vertrok hij naar Rome toe waar hij zich met zijn gezin vestigde.

## Kunstenaarschap
Aangekomen in Rome ging hij uiteindelijk met zijn gezin wonen in het park Villa Borghese bij Villa Strohl Fern in een atelierwoning. Alfred Strohl had in het tuincomplex een aantal atelierwoningen laten bouwen voor kunstenaars, waaronder ook Pier Pander, deze had de Prix de Rome gewonnen. Over het verblijf van de familie Cool zou de dochter Tine van Thomas Cool later een boek schrijven, getiteld Wij met ons vijven in Rome.
In Rome was hij o.a. bevriend met de Nederlandse beeldhouwer Pier Pander waarvan hij ook een portret van schilderde. Voor zijn levensonderhoud kreeg hij een toelage van zijn vader Gerrit Cool.

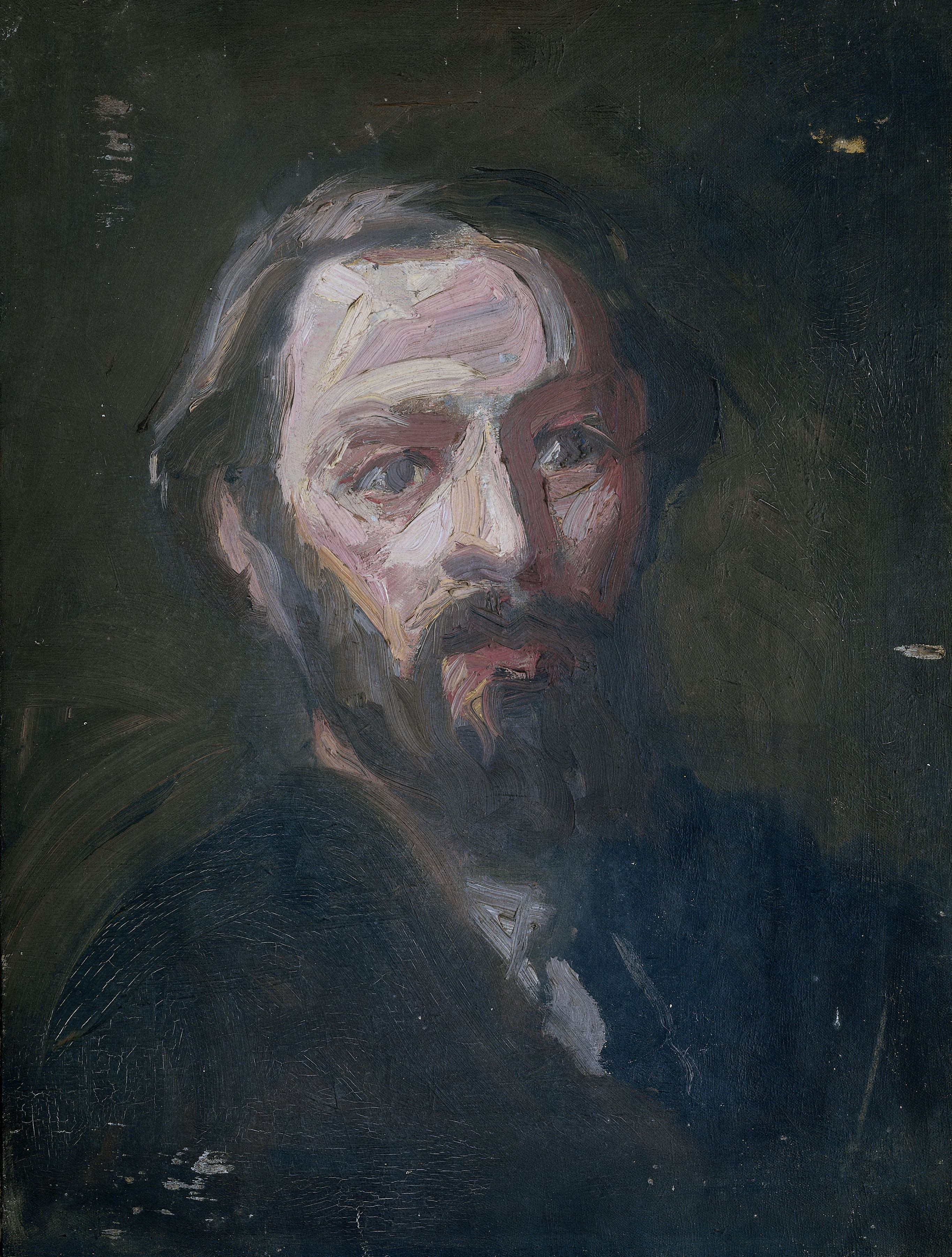
Portret van de beeldhouwer Pier Pander

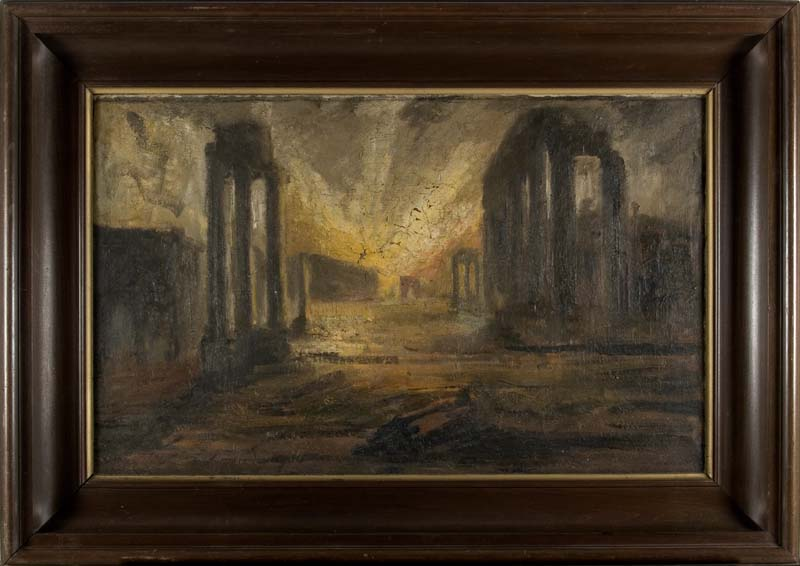
Gezicht op Forum Romanum

In 1896 keerde hij terug naar Nederland, gedwongen door de ziekte van zijn oudste dochter die aan malaria leed. Zijn vader overleed in april van datzelfde jaar. Thomas vestigde zich eerst aan de Graaf Wichmanlaan 19 in Villa Klein Delta te Bussum in het Spiegel met zijn gezin nadat hij hiervoor tijdelijk bij zijn schoonouders in Bears inwoonde.
Uiteindelijk liet hij een villa bouwen in 1901, geheten Geradina, gelegen aan de Boslaan 2a met daarbij uitgebreide expositieruimte en een groot atelier in Bussum van zijn verkregen erfenis. Tevens werd hij lid van de kunstenaarsvereniging Arti et Amicitiae in Amsterdam.

### Stijl
De stijl van de kunst van Thomas Cool valt niet geheel onder de noemer Impressionisme, maar zit daar dicht tegenaan met in zijn latere werken zelfs een Abstracte benadering. Hoewel niet allemaal, waren de schiderwerken die hij maakte van fors formaat. Bij zijn woning in Bussum, liet hij apart een grote atelier bouwen met speciale deuren om zijn werken naar buiten te kunnen brengen.
Tijdens zijn leven heeft hij getracht kunstwerken te verkopen, maar gezien de manier van schilderen en de omvang van zijn schilderwerken had hij hierbij weinig succes en verkocht hij een gering aantal kunstwerken. Hij heeft een aantal tentoonstellingen gehad waar de recensies hetzij enthousiast waren of men begreep het kunstwerk niet en verafschuwde de kunst die Thomas gemaakt had. Daardoor is deze kunstenaar nadien in de vergetelheid geraakt.

### Kunstwerken
Hieronder een selectie van enkele werken gemaakt door Thomas Cool, na zijn vertrek uit Rome en in latere jaren na zijn overlijden zijn veel schetsen en werken verloren gegaan of vernietigd aangezien door opslag van de doeken en verhuizing hiervan zij onherstelbaar beschadigd waren.
- Colosseum, (privébezit familie Cool)
- Het Nemimeer, (privébezit familie Cool)
- De hertjes, (privébezit familie Cool)
- Santa Maria Maggiore, (privébezit) Bussum
- Portret J.J. Kijlstra, (Kerk Bears) Bears
- De thermen van Caracalla, Provinciaal Museum Drente, Assen
- St. Pieter in dienst, Provinciaal Museum Drente, Assen
- St. Paulus buiten de muren, St. Martinuskerk, Sneek
- Portret Pier Pander, Rijksmuseum Amsterdam
- Forum Romanum, Fries Museum Leeuwarden
- Panteon, (privébezit familie Cool)
- 60 schetsen gemaakt tijdens wandelingen in Rome, Rijksprentenkabinet Amsterdam

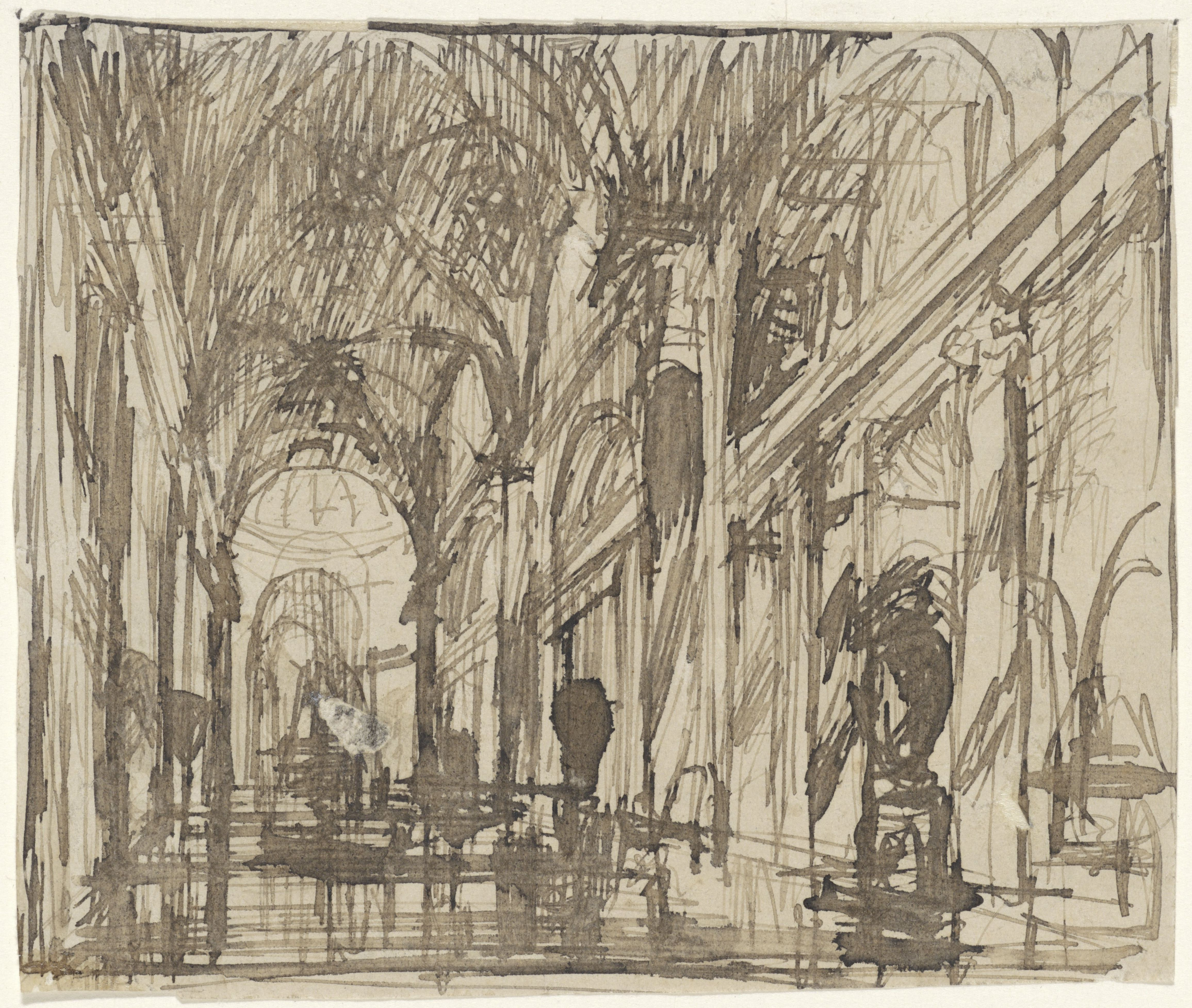
Kerkinterieur te Rome
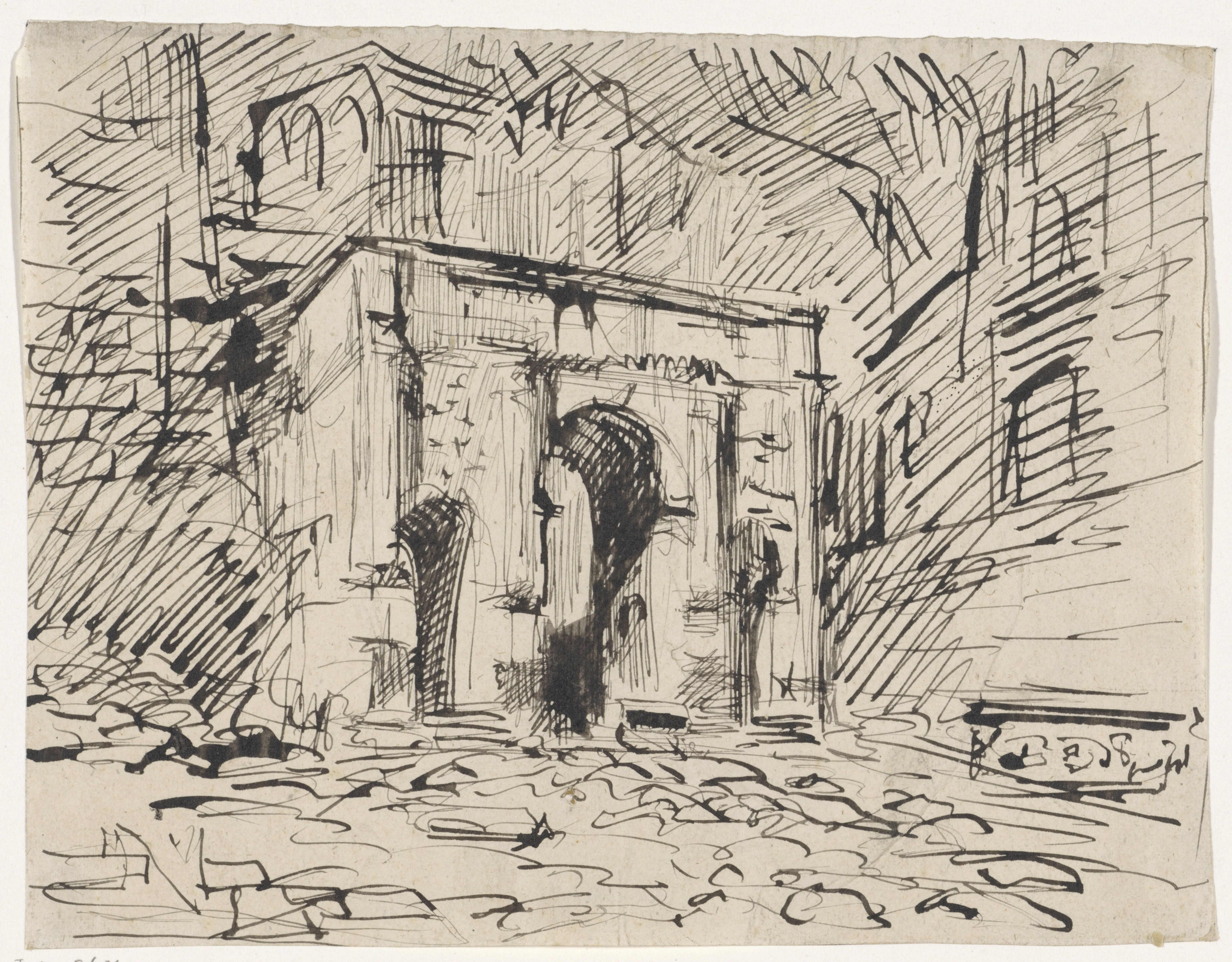
Forum Romanum Boog van Titus
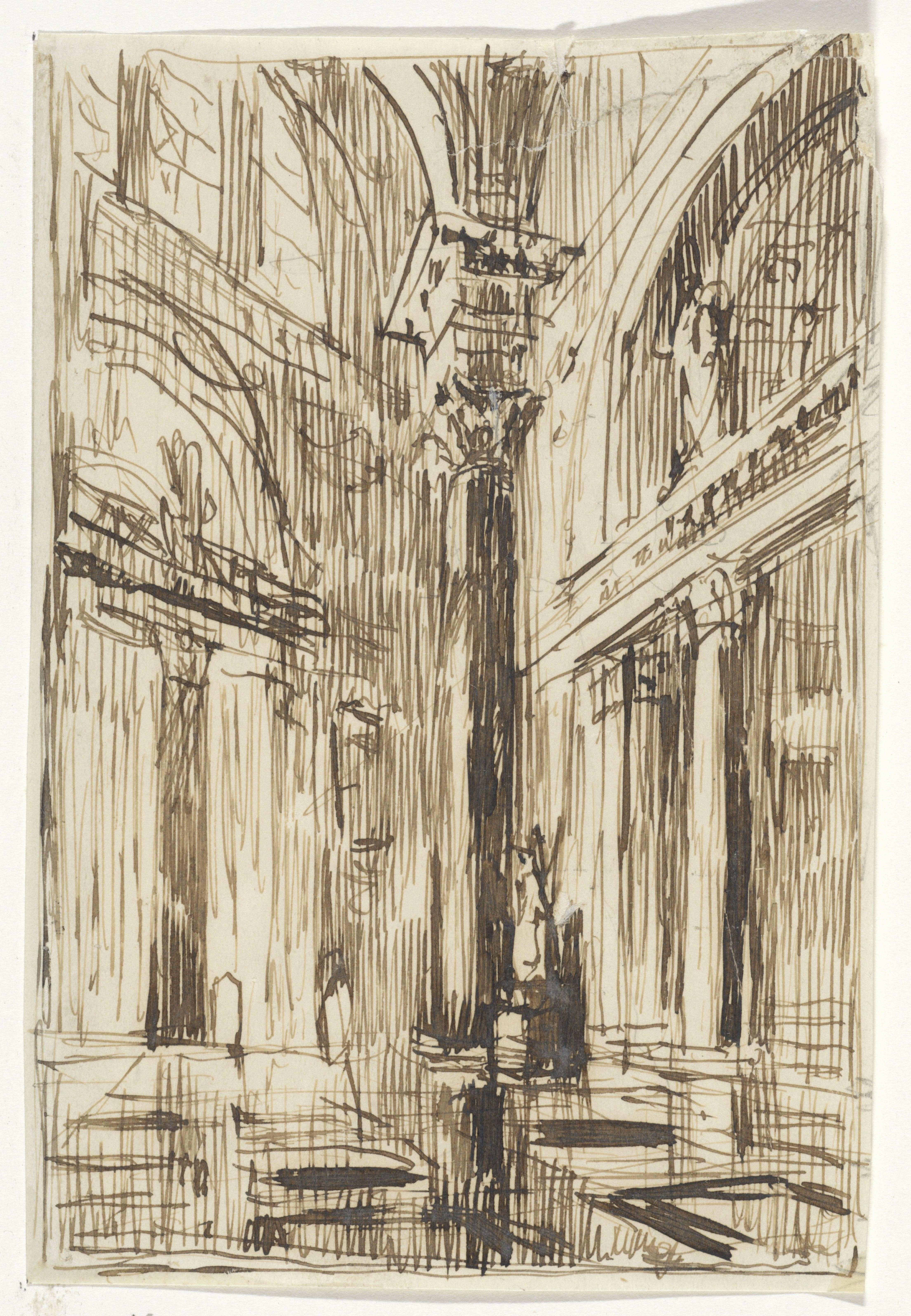
Kerkinterieur te Rome

## Tentoonstellingen
Vanaf 1892 exposeerde Cool in Italië, Nederland en Duitsland, hieronder een selectie:
- Leeuwaarden, 1892
- Rotterdam, 1898
- Amsterdam, Arti et Amicitiea, 1897
- Stedelijk Museum, Thomas Cool nagelaten werken 22 januari- 13 februari 1916.
- Huize A. Idzerda, Den Haag juni 1930.
- Pier Pander Museum, Leeuwarden 5 juni - 26 september 2010.[7]

## Varia
- Zijn neef Thomas Simon Cool was ook kunstschilder.
- Kan je niet wat kleinere stukken maken, was een uitdrukking die zijn vrouw gebruikte omdat de grote kunstwerken niet verkocht werden.
- Het huis aan de Boslaan in Bussum en het daarbij gelegen atelier bestaan nog. Het atelier is later omgebouwd in 1981 tot een woonatelier voor het echtpaar Unger en heet nu het Huis Unger.